# Territorio de Nueva Guinea
El Territorio de Nueva Guinea es el nombre del mandato de la Sociedad de Naciones, controlado por Australia y cuyo territorio estaba en la parte noreste de la isla de Nueva Guinea e islas adyacentes, entre 1920 y 1949. La parte sudeste de Nueva Guinea fue una colonia australiana aparte, el Territorio de Papúa, hasta 1949.
Abarcó las provincias actuales de Enga, Western Highlands, Simbu y Eastern Highlands; así también como Sandang, East Sepik, Madang, Morobe, Bougainville, West New Britain, East New Britain, Nueva Irlanda y Manus; que corresponden a la mitad septentrional de la actual Papúa Nueva Guinea.

## Primera Guerra Mundial
Al comienzo de la Primera Guerra Mundial en 1914, Australia, al igual que diversas naciones de la Mancomunidad Británica le habían declarado la guerra al Imperio de Alemania. Este Imperio poseía una extensa colonia en Oceanía, llamada Nueva Guinea Alemana, pero con la llegada de la guerra, Australia, Japón y Nueva Zelanda, ocuparon el territorio sin mayor resistencia de los alemanes.
El 21 de septiembre de 1914, capitula el ejército alemán en la colonia, que consistía de cinco oficiales, 35 policías alemanes y 110 policías de origen melanesio. La transición del territorio ocupado por los australianos fue hecha de manera pacífica, con la cooperación de los alemanes, ya que deseaban explotar los recursos económicos de Nueva Guinea, continuando con la iniciativa colonial alemana. En 1916, se solicitó ante el Reino Unido la expropiación de las compañías alemanas en el territorio, pero fue rechazado. Los derechos de estas empresas permanecerían hasta 1918.
Con la finalización de la guerra y la negociación de los países vencedores en la Conferencia de París, se discutió acerca del futuro de las colonias alemanas; y el 7 de mayo de 1919 se concede la creación de mandatos, entre estos la de Nueva Guinea, aunque se hizo con algo de dificultad la ejecución debido a un litigio estadounidense sobre la isla de Yap. El 17 de diciembre de 1920 se confirma el mandato de la Sociedad de Naciones, bajo la administración australiana sobre Nueva Guinea, con una categoría de clase C. Así, cuando en Australia se confirmó dicha resolución de mandato, fue reemplazada la administración militar el 9 de mayo de 1921, a cambio de una administración civil. Desde este momento la administración de Australia en el territorio se hace de iure.

## Mandato

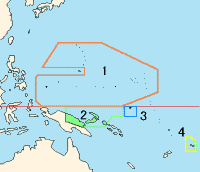
Repartición de la antigua Nueva Guinea Alemana:
1. Mandato del Pacífico Sur (Imperio de Japón)
2. Territorio de Nueva Guinea (Australia)
3. Nauru (Australia, Nueva Zelanda y Reino Unido)
4. Samoa Occidental (Nueva Zelanda).

El primer administrador civil, el General de Brigada Evan Alexander Wisdom, declaró la ciudad de Rabaul en la isla de Nueva Irlanda, como la capital del Territorio de Nueva Guinea. Esta ciudad sería la capital hasta el 29 de mayo de 1937, cuando el Monte Tavurvur hace erupción y deja inhabitable Rabaul; la capital se trasladó a Lae, en la isla de Nueva Guinea.
Durante 1921, los habitantes alemanes fueron expropiados y algunos debieron regresar a Alemania, sólo algunos pocos alemanes lograron permanecer en el territorio. Durante la expropiación, se traspasaron 268 plantaciones, 20 empresas, talleres y equipos alemanes a nuevos dueños, quienes eran soldados veteranos australianos, con poca experiencia en la agricultura bajo condiciones climáticas tropicales.
También durante comienzos del mandato se prohibió la presencia de misiones religiosas alemanas. Sólo con la mediación de luteranos estadounidenses y australianos, se pudo continuar con la labor, y en 1928 se permitió la entrada de misioneros alemanes. En la actualidad, persiste la misión luterana en Papúa Nueva Guinea.
Con la entrada de Alemania a la Sociedad de Naciones en 1926, los alemanes que vivían en el territorio ya no estaban proscritos y podían realizar labores. En la década de 1930 existían alrededor de 4500 extranjeros en el territorio de Nueva Guinea, cuatro veces más en la vecina colonia de Papúa; de los cuales había mil chinos y 400 alemanes.
También durante el mandato se descubre oro en Wau, trayendo como consigo una fiebre del oro en la zona y se debió usar aviones para trasladar el oro, debido a la inaccesibilidad del lugar. En los años de 1937 y 1938 las compañías Bulolo Gold Dredging & Co y Guinea Airways, junto con cuatro Junkers G 31, lograron movilizar el oro.
El administrador civil Wisdom permaneció doce años en el cargo, hasta 1933; luego fue reemplazado por el General de Brigada Thomas Griffiths, quien asumió el cargo de manera interina hasta 1934, y luego por el General de Brigada Walter Ramsay McNicoll quien administraría hasta 1942, cuando en medio de la Segunda Guerra Mundial, el Imperio de Japón ocupa el territorio.

## Segunda Guerra Mundial y ocupación japonesa
Tras el estallido de la Segunda Guerra Mundial en 1939, nuevamente Australia y los países de la Mancomunidad le declaran la guerra a la Alemania Nazi. Durante este período, los alemanes que vivían en el territorio fueron recluidos.
El 20 de enero de 1942, los japoneses lanzan un ataque aéreo sobre Lae y queda destruida. El administrador McNicoll debió trasladar la capital a Wau, posteriormente el administrador sufre de malaria y decide renunciar a finales del mismo año.
Con la toma de Rabaul por los japoneses el 23 de enero de 1942, ocuparon gran parte de Nueva Guinea, al igual que las islas del archipiélago de Bismarck. Los japoneses reconstruyeron Rabaul y la convirtieron en una base durante la Guerra del Pacífico. En cambio, los aliados iniciaron la recuperación de Nueva Guinea en junio de 1943, con la Operación Cartwheel. Tras la rendición japonesa en agosto de 1945, habían muerto unos 83 000 soldados japoneses y australianos.

## Posguerra
Con el fin de la guerra, el Territorio de Nueva Guinea fue reasignado en 1946 como Territorio de Fideicomiso de las Naciones Unidas bajo administración australiana.
Bajo el Acta de Administración Provisional de Papúa Nueva Guinea (1945-1946), los territorios de Papúa y Nueva Guinea fueron combinados en una unión administrativa en 1949, llamado Territorio de Papúa y Nueva Guinea.

## Administradores
- William Holmes, 12 de septiembre de 1914 - 8 de enero de 1915
- Samuel Augustus Pethebridge, 8 de enero de 1915 - 21 de octubre de 1917
- Seaforth Simpson MacKenzie (interino), 21 de octubre de 1917 - 21 de abril de 1918
- Johnston, George Jameson, 21 de abril de 1918 - 1 de mayo de 1920
- Thomas Griffiths, 1 de mayo de 1920 - 21 de marzo de 1921
- Evan Alexander Wisdom, 21 de marzo de 1921 - 13 de junio de 1933
- Thomas Griffiths (interino, segundo período), 13 de junio de 1933 - 12 de septiembre de 1934
- Walter Ramsay McNicoll, 12 de septiembre de 1934 - diciembre de 1942